# Крадецът на закуски
Крадецът на закуски (на италиански: Il ladro di merendine) е роман на италианския писател Андреа Камилери. Романът е издаден през 1996 г. от издателство „Sellerio editore“ в Палермо. На български език е издаден на 13 януари 2014 г. от издателство „Книгопис“, в поредицата „Криминална колекция“, в превод на Весела Лулова Цалова, с подзаглавие „Комисарят Монталбано се вбесява“.

## Сюжет
Внимание:  Текстът по-долу разкрива сюжета на произведението (или части от него)!
Тунизийски моряк е застрелян на малък рибарски кораб, покосен от неочаквана стрелба на бреговата охрана. Възрастен мъж е убит с нож в асансьор. Вместо да търси истината за тези загадъчни случаи, полицията мобилизира целия си състав за залавянето на дете, заподозряно в кражба на закуски. Поне така изглеждат странните действия на Монталбано, който никога не е бил толкова бесен. Докато се разбере, че странностите и гневът му имат своите основания...

## Екранизация
След огромния успех на криминалната поредица на Андреа Камилери, книгите за комисар Монталбано стават основа на телевизионен сериал, филмиран от RAI. „Крадецът на закуски“ e заснет като епизод 1 от първия сезон на сериала, и е излъчен на 6 май 1999 г. В ролята на комисар Монталбано е италианският актьор Лука Дзингарети.